# كيرا هوغن
كيرا هوغن (بالإنجليزية: Kiera Hogan)‏ هي مصارعة محترفة أمريكية، ولدت في 16 سبتمبر 1994 في ديكاتور في الولايات المتحدة.

## روابط خارجية
- كيرا هوغن على موقع WrestlingData.com (الإنجليزية)
- كيرا هوغن على موقع CageMatch worker (الإنجليزية)
- كيرا هوغن على موقع قاعدة بيانات المصارعة على الإنترنت (الإنجليزية)
- كيرا هوغن على موقع عالم المصارعة على الإنترنت (الإنجليزية)
- كيرا هوغن على موقع عالم المصارعة على الإنترنت (الإنجليزية)